# 酒井忠晄
酒井 忠晄（さかい ただあきら、1887年（明治20年）8月28日 - 1923年（大正12年）1月18日）は、日本の華族。従五位・子爵、旧出羽松山藩（松嶺藩）主酒井家第9代当主。
1887年（明治20年）8月28日、旧出羽松山藩主・酒井忠匡の長男として生まれる。1911年（明治44年）4月30日、父・忠匡が死去する。同年5月16日、爵位を襲爵し子爵となる。1923年（大正12年）1月18日 - 死去、享年35。 谷中霊園の天王寺墓地に葬られる。

## 家族・親族
- 父：酒井忠匡 - 出羽松山藩（松嶺藩）第8代当主
- 妻：酒井卷子 - 滋賀県士族・樹下宣之助の長女
- 長男：酒井忠康 - 旧松山藩第10代当主
- 長女：酒井慎子 - 酒井忠明（旧庄内藩主家第17代当主） 夫人

## 参考資料
- 『庄内人名辞典』 編纂・出版：庄内人名辞典刊行会

| 日本の爵位    | 日本の爵位                               | 日本の爵位    |
| ------------- | ---------------------------------------- | ------------- |
| 先代 酒井忠匡 | 子爵 （松山）酒井家第2代 1911年 - 1923年 | 次代 酒井忠康 |